# Acid acetoacetic
Acidul acetoacetic (de asemenea numit și acid diacetic sau acid acetilacetic) este un compus organic, fiind cel mai simplu reprezentant din clasa beta-cetoacizilor, și are formula chimică CH3COCH2COOH. Este un compus instabil, însă esterii săi de metil și etil sunt destul de stabili și sunt fabricați la nivel industrial ca și precursori de vopsele. Acidul acetoacetic este un acid slab.

## Obținere
Acidul acetoacetic poate fi preparat prin reacția de hidroliză a dicetenei. Esterii săi sunt obținuți în mod analog prin reacția dintre dicetene și alcooli, iar acidul acetoacetic poate fi obținut prin hidroliza acestor specii.
În general, acidul acetoacetic este generat la 0 °C și este folosit in situ imediat. Se descompune în acetonă și dioxid de carbon:
CH3C(O)CH2CO2H  →  CH3C(O)CH3  +  CO2

## Proprietăți
Acidul acetoacetic prezintă tautomerie ceto-enolică, tautomerul enolic fiind parțial stabilizat datorită conjugării extinse și a legăturilor de hidrogen intramoleculare. Echilibrul dintre cele două formă tautomere este foarte influențat de prezența solventului; tautomerul cetonic predomină în solvenți polari (98% în apă) și forma enolică reprezintă 25-49% în solvenți nepolari. Echilibrul dintre tautomeri poate fi reprezentat astfel:

## Aplicații
- Reacțiile de acetoacilare